# Trittico del Giudizio di Bruges

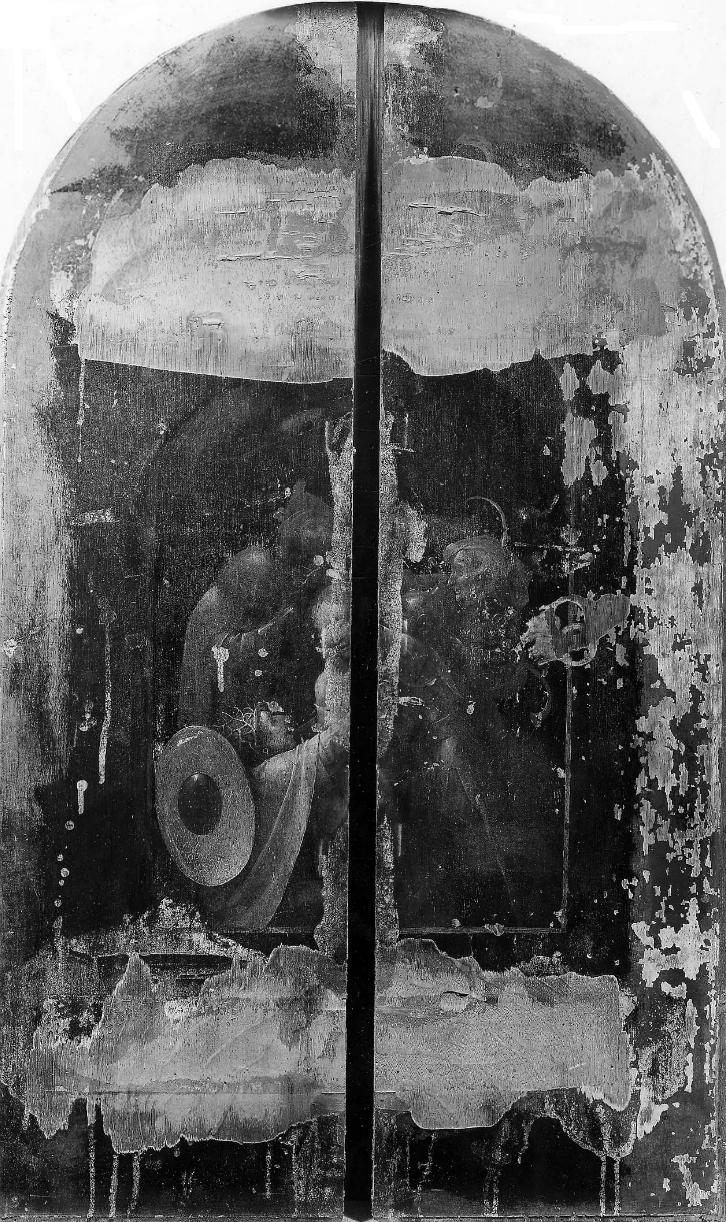
Il trittico chiuso

Il Trittico del Giudizio di Bruges è un dipinto a olio su tavola (99x117,5 cm) di Hieronymus Bosch e bottega, databile al 1486 circa e conservato nel Groeningemuseum di Bruges.

## Storia
L'opera appartenne alla collezione di E. Gravet e poi a quella Seligman di Parigi. Nel 1907 fu acquistato da A. Bernaert che lo donò alla città di Bruges. Nel 1936 venne pulito e di nuovo restaurato nel 1959. In quell'occasione si scoprì sulle ante esterne una rappresentazione, molto danneggiata, dell'Incoronazione di spine a monocromo. 
La qualità del dipinto rinvenuto, non eccelsa, ha dato origine a numerosi dubbi sull'autografia. In realtà i dubbi sono legati soprattutto a una certa ripetitività dei motivi e delle ampie campiture prive di figure. 
La datazione dendrocronologica ha fornito una datazione al 1486 o più tardi.

## Descrizione e stile
Il trittico, di forma centinata, quando è chiuso mostra a sinistra Gesù e a destra un gruppo di soldati, poco leggibili. La rappresentazione è interrotta dalla cornice centrale, mentre originariamente era dipinta anche su di essa, come avviene in altri trittici dell'autore.
Il trittico aperto mostra affinità con il Trittico del Giudizio di Vienna e con il Trittico delle Delizie. Al centro si vede Cristo giudice entro una sfera in cielo, affiancato da angeli (che suonano le trombe dell'apocalisse) e da apostoli, mentre sotto di lui si svolge la scena del giudizio che consiste essenzialmente nella punizione dei peccatori e che sconfina direttamente nel pannello destro, dove si trova l'Inferno. A sinistra invece è rappresentato il Paradiso, con gli eletti che sono traghettati, tramite una barca con una tenda rosa, verso l'Eden dove si eleva un torre che rappresenta la fontana della giovinezza, presente, in forme più articolate, anche nel Trittico delle Delizie.
Lo scomparto centrale è quasi interamente occupato dai demoni-insetto che infliggono le pene infernali, tra cui il rosolamento allo spiedo, la somministrazione di cibi immondi per i golosi, e altre pene ispirate ai proverbi fiamminghi. 
L'anta destra mostra, come si è detto, la città infernale, con alcuni demoni che ne assalgono le mura. Colpisce il contrasto tra l'atmosfera carica e pesante della metà destra, infuocata dai bagliori dell'incendio perpetuo, e la serenità della veduta a volo d'uccello della metà sinistra, sfumata in toni azzurrini in lontananza.